# Carlos Centeno Cortés
Carlos Centeno Cortés (Valladolid, 1962) es un médico español especialista  en Oncología,  Bioética y Medicina Paliativa. Director del Servicio de Medicina paliativa de la Clínica Universidad de Navarra e investigador principal  del ATLANTES Global Observatory of Palliative Care del Instituto Cultura y Sociedad (Universidad de Navarra).

## Biografía
Tras licenciarse en Medicina por la Universidad de Valladolid (1986), se doctoró en Medicina y Cirugía en la misma universidad (1992) (tesis: Medicina paliativa. Necesidades psicosociales del enfermo oncologico en situación terminal), y realizó la especialización en Bioética (1995), y en Oncología radioterápica (1997) en el Hospital Universitario de Valladolid, donde intervino en la puesta en marcha del primer equipo de cuidados paliativos de Castilla y León. En 1998 completó su formación en medicina paliativa con una estancia Clinical Research Fellow en la Universidad de Alberta (Canadá), y posteriormente realizó un máster en Medicina paliativa (2000).
De regreso a España, intervino en la puesta en marcha del Centro Regional de Medicina Paliativa en el Hospital Los Montalvos de Salamanca. En 2004 se trasladó a Pamplona, tras ser nombrado director de Medicina Paliativa de la Clínica Universidad de Navarra. Fue acreditado como Profesor Titular de la Facultad de Medicina en 2010 por la Agencia Nacional de Evaluación y Calidad. 
En 2012 puso en marcha, como investigador principal el Programa de investigación Atlantes: Dignidad Humana, Enfermedad Avanzada y Cuidados Paliativos del Instituto Cultura y Sociedad (Universidad de Navarra) (ICS), que estudia los cuidados paliativos con un enfoque de humanidades y ciencias sociales. La OMS designó al grupo Atlantes como su único centro colaborador en España y uno de los cinco en el mundo (2021). Durante un periodo de cuatro años hará estudios y asesoramiento sobre el desarrollo de los cuidados paliativos a nivel internacional.
En 2022 fue nombrado miembro ordinario de la Pontificia Academia para la Vida.

## Publicaciones
Ha publicado más de doscientos trabajos en revistas nacionales e internacionales sobre diversos temas: desarrollo global de cuidados paliativos, valores en la asistencia al paciente avanzado y terminal, educación médica en cuidados paliativos, comunicación médico-paciente avanzado, neurotoxicidad, delirium, metadona o administración de fármacos por vía subcutánea... Entre sus publicaciones destacan:
- Carlos Centeno, Marcos Gómez Sancho, María Nabal Vicuña y Antonio Pascual López, Manual de Medicina Paliativa, Pamplona, Eunsa, 2009, 320 pp. ISBN: 978-8431326531.
- Natalia Arias-Casais, Carlos Centeno, Eduardo Garralda, John Y. Rhee, Liliana de Lima, Juan José Pons-Izquierdo, David Clark, Jeroen Hasselaar, Julie Ling y Daniela Masoiu, EAPC Atlas of Palliative Care in Europe 2019, Vilvoorde, EAPC Press, 2019, 195 pp.[12][13]

## Premios
- EAPC Award 2019, otorgado por la Sociedad Europea de Cuidados Paliativos (mayo de 2019)[14] por su trabajo como coordinador del Atlas de Cuidados Paliativos en Europa en el marco del Programa Atlantes del ICS.[1]